# Steimke (Obernholz)
Steimke is een plaats in de Duitse gemeente Obernholz, deelstaat Nedersaksen, en telt 229 inwoners (2016).

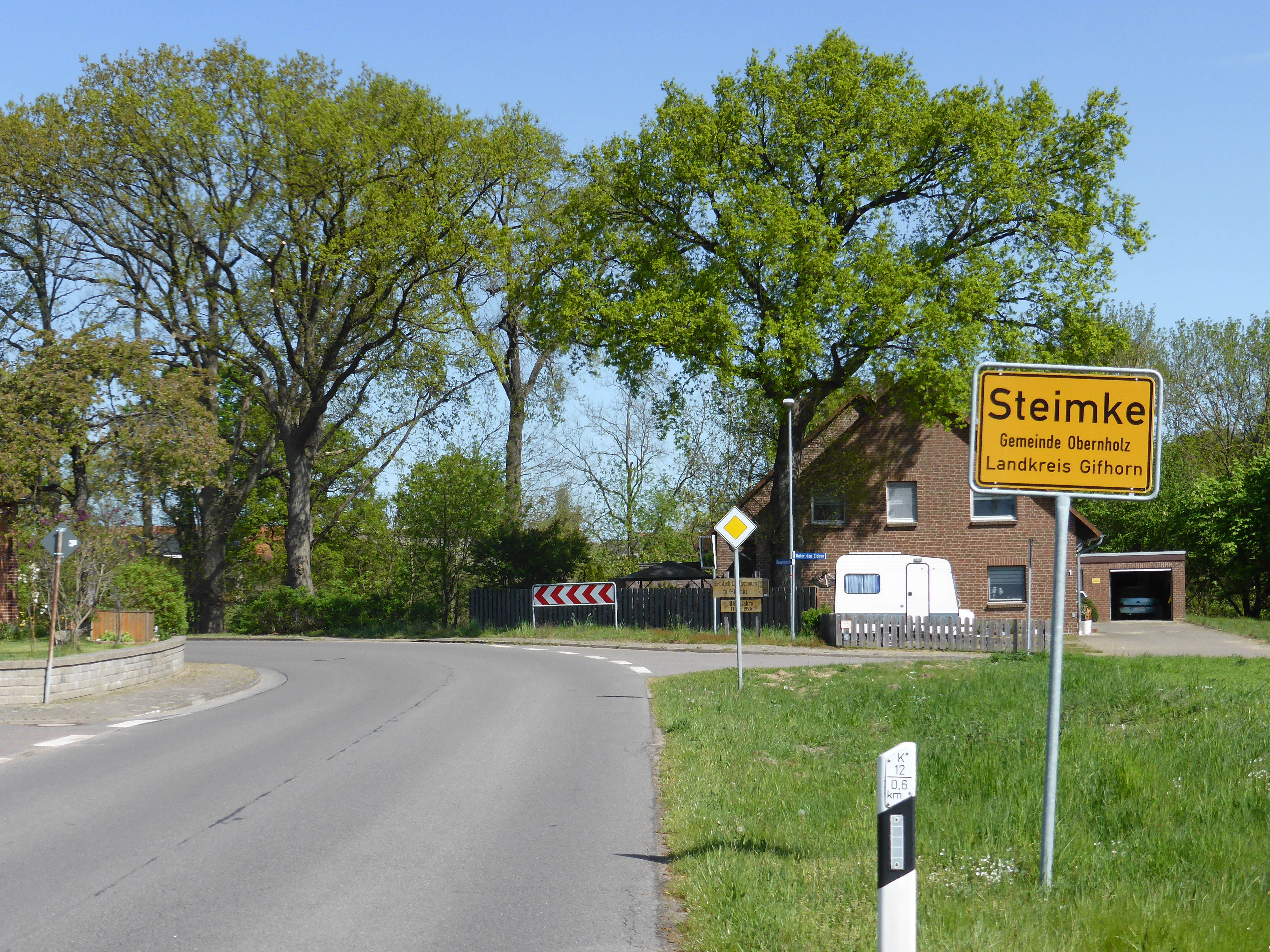
Ingang